# Agrilus alesi
Agrilus alesi (лат.) — вид узкотелых жуков-златок.

## Распространение
Япония.

## Описание
Длина тела взрослых насекомых (имаго) 7,2—8,5 мм. Отличаются крупными передним пронотальными лопастями и узкими опушенными бороздками надкрылий. Тело узкое, основная окраска со спинной стороны тёмно-бронзовая с зеленоватым отблеском. Переднегрудь с воротничком. Боковой край переднеспинки цельный, гладкий. Глаза крупные, почти соприкасаются с переднеспинкой. Личинки развиваются на различных лиственных деревьях. Встречаются с мая по сентябрь. Валидный статус был подтверждён в ходе ревизии, проведённой в 2011 году канадскими колеоптерологами Эдвардом Йендеком (Eduard Jendek) и Василием Гребенниковым (Оттава, Канада).